# Józef Wieniawski

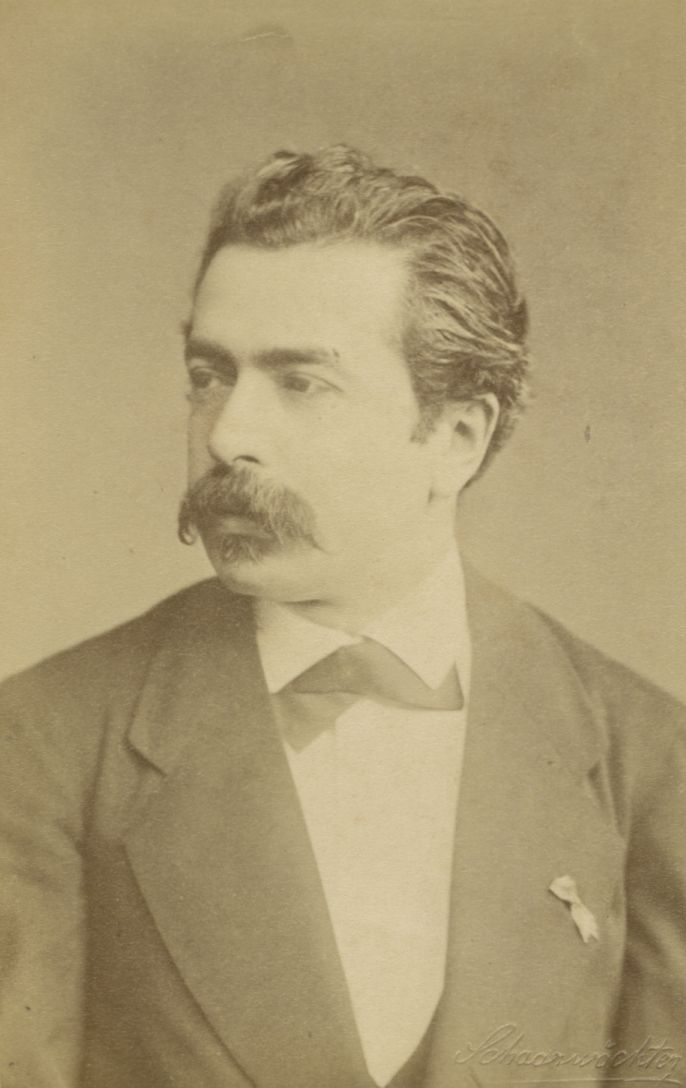
Józef Wieniawski

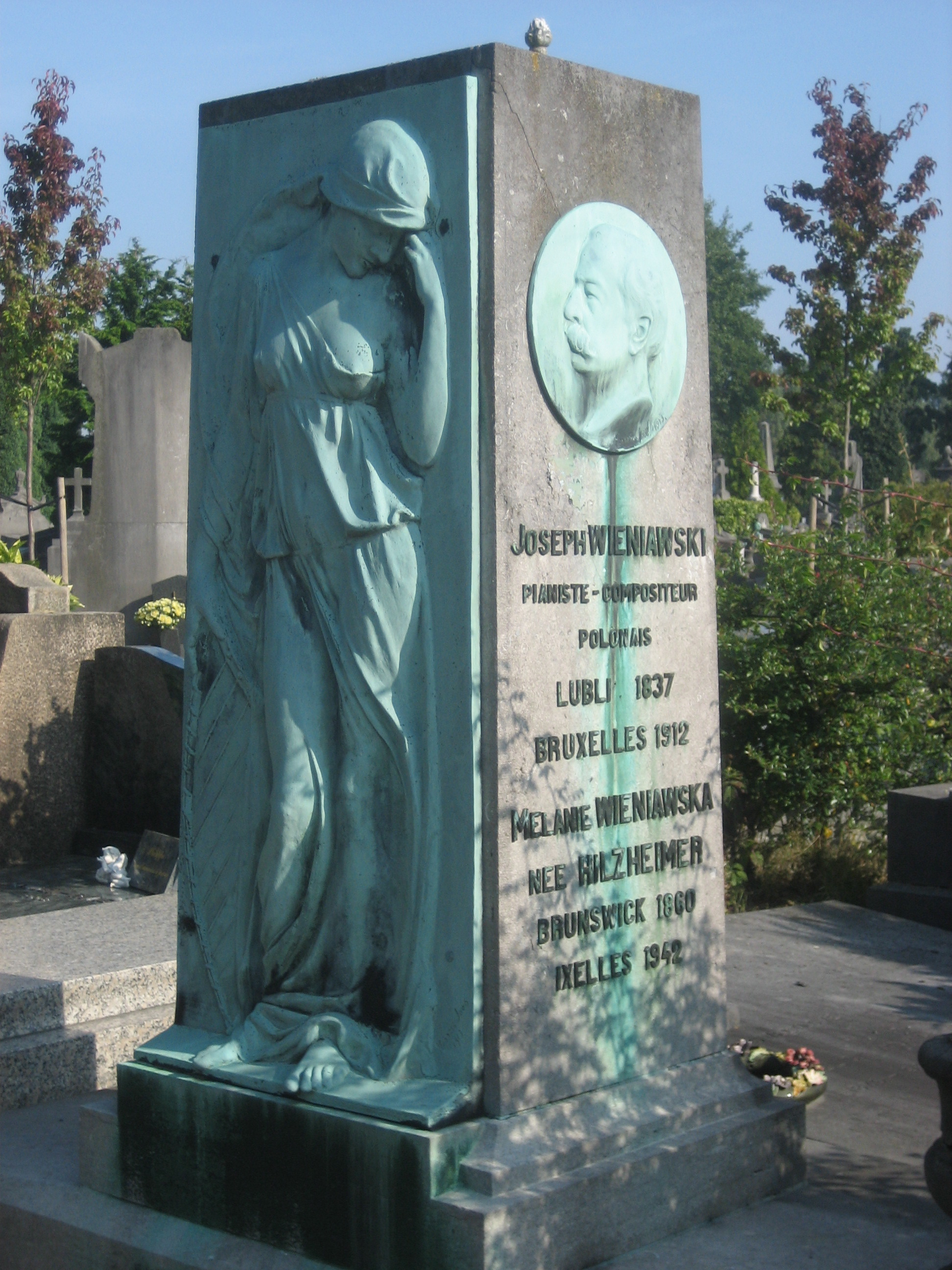
Grabdenkmal Wieniawskis in Ixelles

Józef Wieniawski (* 23. Mai 1837 in Lublin; † 11. November 1912 in Brüssel) war ein polnischer Pianist und Komponist.

## Leben
Der jüngere Bruder des Geigers Henryk Wieniawski studierte von 1847 bis 1850 am Pariser Konservatorium bei Pierre Zimmermann, Charles Valentin Alkan und Antoine François Marmontel. Anschließend verfeinerte er seine Klaviertechnik bei seinem Onkel Edouard Wolff, 1855/56 in Weimar bei Franz Liszt und von 1856 bis 1858 bei Adolf Bernhard Marx in Berlin.
Nachdem er einige Jahre als Partner mit seinem Bruder aufgetreten war, entschloss er sich zu einer eigenen Karriere als Klaviervirtuose. Auf Konzertreisen durch Europa führte er neben eigenen Kompositionen – darunter dem Klavierkonzert g-Moll – die Werke von Komponisten Ludwig van Beethoven, Franz Schubert, Felix Mendelssohn Bartholdy, Franz Liszt, Robert Schumann und Carl Maria von Weber auf. Nach Liszt war er der erste Pianist, der sämtliche Etüden Frédéric Chopins öffentlich aufführte.
Daneben hatte er die Werke zeitgenössischer polnischer Komponisten im Repertoire wie Stanisław Moniuszko, Antoni Stolpe, Moritz Moszkowski, Edouard Wolff, Carl Tausig und Władysław Żeleński. Als Kammermusiker trat er mit den namhaftesten Instrumentalisten und Sängern seiner Zeit auf, darunter Pablo de Sarasate, Henri Vieuxtemps, Apolinary Kątski, Eugène Ysaÿe, Jenő Hubay, Leopold Auer, Joseph Joachim, Alfredo Piatti, Ignacy Jan Paderewski, Louis Diémer, Pauline Viardot-Garcia und Marcelina Sembrich-Kochańska.
Neben dem Klavierkonzert komponierte Józef Wieniawski u. a. eine Klaviersonate, 24 Etüden, zwei Konzertetüden, eine Ballade in es-Moll, Polonaisen, Mazurken, Barkarolen, Impromptus, Walzer und Miniaturen.
Während er Lehrtätigkeit am Moskauer Konservatorium in der Zeit von 1866 bis 1870, hatte Józef Wieniawski bis zu 700 Schüler. 1871 war er einer der Gründer der Warschauer Musikgesellschaft. Nach weiteren Konzertreisen, ehelichte Wieniawaski 1889 die Dresdener Bankierstochter Melania Hilsheimer. 1892 ließ sich die Familie in Brüssel nieder, wo sich Wieniawaski vor allem als Interpret der Werke Chopins einen Namen machte. Als Musikpädagoge war er vor allem in den oberen Gesellschaftsschichten gefragt. Entgegen der Aussage mehrerer Quellen unterrichtete er in Brüssel nie am Konservatorium. Die Bibliothek des Königlichen Konservatoriums Brüssel ist im Besitz des umfangreichen Fonds Józef Wieniawski, der der Institution durch seine älteste Tochter Elisabeth Wieniawski vermacht wurde. Die Sammlung besteht aus zahlreichen Manuskripten und Drucken des Musikers.
Józef Wieniawski verstarb im Alter von 75 Jahren und wurde auf dem Friedhof des Brüsseler Stadtteils Ixelles/Elsene beigesetzt.